# Kevin Loughery
Pour les articles homonymes, voir Loughery.
Kevin Michael Loughery, Kevin Loughery, né le 28 mars 1940 à Brooklyn, est un joueur puis entraîneur de basket-ball américain.

## Biographie
Après des études à la Cardinal Hayes High School, il rejoint l'équipe des Red Storm de St. John's de la Saint John's University de New York en 1957. Après une année passée dans l'équipe des débutants, il évolue avec l'équipe de l'école en 1958-1959 pour des statistiques de 16,9 points en dix-neuf rencontres. L'année suivante, ayant rejoint les Eagles de Boston College, il ne joue pas en raison de son statut de redshirt. Pour ces deux dernières saisons universitaires, il inscrit 10,6 puis 15,5 points et capte 4,6 et 5,8 rebonds. Au total, il inscrit 669 points en carrière universitaire.
Choisit au deuxième tour de la draft 1962 par les Pistons de Détroit, sa première saison en NBA se solde par des statistiques de 6,4 points, 1,9 rebond, 1,8 passe en 14 minutes 8. Après un match lors de la saison précédente, il fait partie d'un transfert qui l'envoie rejoindre les Bullets de Baltimore. Il dispute huit saisons dans cette franchise, ses deux meilleures saisons en terme statistique étant les saisons 1968-1969 et 1969-1970 avec respectivement 22,6 points et 4,8 rebonds, puis 21,9 points et 5,3 rebonds. Après deux matchs dans sa neuvième saison avec Baltimore, il fait de nouveau partie d'un transfert et rejoint les 76ers de Philadelphie. Il dispute deux saisons, pour des moyennes de 12,6 et 13,9 points.
Lors de cette dernière saison, il remplace Roy Rubin, qui présente alors un bilan de quatre victoires et quarante-sept défaites et occupe le poste d'entraîneur-joueur. Sur la fin de cette saison, son bilan est de cinq victoires et vingt-six défaites.
La saison suivante, il devient entraîneur de la franchise des Nets de New York qui évolue alors en American Basketball Association (ABA). Avec celle-ci, il remporte deux titres de cette ligue, en 1973-1974 face aux Stars de l'Utah puis en 1975-1976 face aux Nuggets de Denver, notamment grâce à Julius Erving, qui remporte deux de ses trois titres de meilleur joueur de la ligue lors de ces deux saisons et le titre de meilleur joueur des finales en 1974 et 1976. La franchise rejoint ensuite la National Basketball Association (NBA). Les Nets, devenus Nets du New Jersey, dispute les playoffs en 1978-1979, défaite au premier tour sur le score de deux à zéro face aux 76ers de Philadelphie.
Après un bilan de douze victoires et vingt-trois défaites, il est remplacé par Bob MacKinnon. La saison suivante, en 1981-1982, il devient entraîneur des Hawks d'Atlanta, cette première saison se terminant avec un bilan de quarante-deux victoires et quarante défaites et une défaite au premier tour des playoffs sur le score de deux à zéro face aux 76ers de Philadelphie. Sa deuxième saison à la tête des Hawks se termine également au premier tour des playoffs, face aux Celtics de Boston sur le score de deux à un.
Il rejoint ensuite un contrat de trois ans en faveur des Bulls de Chicago, le poste d'entraîneur des Hawks étant confié à Mike Fratello. Après une première saison terminée avec un bilan vingt-sept victoires et cinquante-cinq défaites, il reçoit le renfort d'un jeune rookie nommé Michael Jordan. pour la première saison de celui-ci dans la ligue, l'équipe termine à la troisième place de la division Centrale, avec trente-huit victoires et quarante-quatre défaites. En playoffs, Les Bulls s'inclinent trois à un face aux Bucks de Milwaukee.
Assistant de Gene Shue chez les Bullets de Baltimore lors de la saison 1985-1986, il remplace celui-ci avant la fin de saison, terminant avec un bilan de sept victoires pour six défaites contre trente-deux victoires et trente-sept défaites pour son prédécesseur. Les Bullets s'inclinent lors de la cinquième et ultime manche lors du premier tour des playoffs face aux Sixers. La saison suivante, les Bullets disputent une nouvelle fois les playoffs, défaite trois à zéro face aux Pistons de Détroit. Il est démis de ces fonctions après vingt-sept rencontres lors de sa troisième saison, huit victoires et dix-neuf défaites, remplacé par Wes Unseld.
En 1991, alors qu'il est assistant chez les Hawks d'Atlanta, il est désigné entraîneur en chef du Heat de Miami. Sa première saison à la tête se conclut par un bilan de trente-huit victoires et quarante quatre défaites. Pour la première fois de son histoire, le Heat de Miami se qualifie pour les playoffs, où ils s'inclinent trois à zéro face aux Bulls de Chicago. La saison suivante, le Heat termine à la cinquième place de sa division, onzième de la conférence Est. Miami retrouve les playoffs lors de la saison 1993-1994, grâce à un bilan de quarante-deux victoires et quarante défaites et une huitième place de la conférence Est. La franchise s'incline trois à deux au premier tour des playoffs. Lors de sa quatrième saison, il est remplacé après quarante-six matchs, dont seulement dix-sept victoires, par son assistant Alvin Gentry.